# Peter Criss
George Peter John Criscuola, (20 de diciembre de 1945) es el baterista original, y miembro fundador del grupo de hard rock Kiss. Su alter ego o nombre artístico es "El Hombre Gato" (Catman en inglés).

## Biografía
Nació el 20 de diciembre de 1945 en el seno de una familia italiana, de tradición católica, compuesta por varios hermanos, y por una profunda humildad que los hizo situarse en la parte más pobre de Brooklyn. De todos los hermanos Peter se transformó en el pequeño revolucionario y malcriado de la familia ganándose el apodo de su abuela de "Hooligan" (rufián). Ya de chico ocurre un hecho fortuito, se mete en el coro de la escuela y hace de monaguillo en varias misas, pero descubren que alguien se estaba tomando a escondidas el vino sacerdotal y es echado de la iglesia. No por ello Peter renunciaría a las costumbres italianas siendo un especial cocinero de comida tradicional y ya de adolescente viviendo independiente, trabajando en imprentas pero por las noches dedicándose al juego clandestino por dinero. Específicamente un empedernido jugador de pool (billar americano). Aun cuando el concepto "punk" fue impuesto por la generación británica de los 70, Peter fue partícipe del movimiento beatnik neoyorkino con casi similares implicancias de rebeldía y anarquismo. El joven Criss iba a ser salvado por el rock and roll, ya que su vida estaba librada a la suerte de las pandillas de Brooklyn y los ocasionales arrestos y revueltas con la ley local. Cuando Peter descubre el rock, incentivado por el furor Beatle también presta atención a los discos de jazz que coleccionaban sus padres y se transforma en un audiófilo de música popular al punto de que con mucho esfuerzo y amor le compraron una batería (instrumento que lo sedujo) de 3 cuerpos y así sus padres pudieron ejercer un control más estricto sobre su hijo perdido en travesuras peligrosas.

## Carrera musical

#### Inicios
Pronto Criss mostró una poderosa virtud de ejecutar de oído y muy bien, hecho que llama la atención y que fue más que un justificado incentivo para que su padre hiciera todos los contactos posibles para ubicar a Peter en un seminario con el más grande baterista de jazz de todos los tiempos: Gene Kruppa. Peter obtiene dicho privilegio y llega a trabajar junto a Kruppa en los Night Club como roadie personal (armaba y lustraba su batería todas las noches antes del show). Peter aprende los secretos de la profesión y comienza a participar de bandas beat de baile como Barracudas o Band Of Soul, más tarde obtiene el puesto en Chelsea y debuta discográficamente pero el proyecto se desbanca ante la falta de apoyo económico, de inmediato emigra a Lips donde conoce a un gran amigo Stan Penridge, y juntos componen una canción llamada "Beck" (que se convertirá en "Beth" en la era KISS proporcionando uno de los mayores éxitos en la historia del grupo, alcanzando el número 10 de las listas a mediados de 1976).

#### Kiss
Conoce a Lydia y se casan en los albores de los años '70, viajan de luna de miel a España, Francia e Inglaterra. De regreso se viene motivado con un montón de ideas frescas, pone un aviso en la Rolling Stone Magazine para obtener un puesto de baterista importante y así es como se conoce con Gene Simmons y Paul Stanley. Sumado más tarde Ace Frehley forman Kiss.
Tuvo asimismo un papel importante en la consolidación de la imagen teatral del grupo ya que su mejor amigo entró en los New York Dolls (Jerry Nolan). Criss incentivó a los restantes miembros del grupo para tomar un concepto similar y extremo como el que experimentaba su amigo. En lo musical, Peter aportó los siguientes: "Beth", "Baby Driver", "Holligan" y "Dirty Livin'" y colaboró vocalmente en: "Nothin' To Lose", "Black Diamond", "Mainline", "Strange Ways", "Getaway", "Hard Luck Woman", "I Finally Found My Way" y "You Wanted the Best".
Con el advenimiento de la fama, Peter fue el miembro de KISS más sufrido, sus defectos se potenciaron en forma desorbitada. Una personalidad muy ciclotímica con un excesivo abuso en la toma de riesgos. Su esposa Lydia explicaba: "Peter tomó el personaje del gato por el lema "los gatos tienen 7 vidas". Él era realmente salvaje, hecho que demostraba tocando la batería en forma muy ruda en Kiss y pensaba que debía hacer uso de esas vidas tanto como fuera posible". Así fue que Criss se hizo adicto a la cocaína, sufrió graves excesos, su rendimiento artístico había decaído, sumado a su compulsiva dedicación a la colección de revólveres por lo cual su pasión ya no estaba en Kiss.

#### Reunificación de Kiss
A pesar de que la revista Star inventa historias acerca de su personalidad errante, Peter inicia una terapia de rehabilitación, deja definitivamente las drogas y afronta su mayor desafío: Reconciliarse con Ace, Gene y Paul y acepta una Reunión Tour. En 1995, Criss aparecía oficialmente en KISS Konventions y en Kiss en la actuación en vivo que se grabó para MTV Unplugged. En abril de 1996, Kiss sostuvo una conferencia de prensa para anunciar una gira de la reunión con los cuatro miembros originales. En agosto de 1996 se confirma que Peter y Ace vuelven a ser miembros definitivos. La Gira de Alive/Worldwide era un éxito enorme, que tuvo lugar entre 1996 y 1997, y la formación original de Kiss reunido lanzó un álbum al mercado en 1998 Psycho Circus.
Criss seguía siendo un miembro oficial de Kiss hasta 2001, cuando se fue debido a una disputa contractual, y fue remplazado por Eric Singer. Se reunió con la banda en 2002, pero partió de nuevo en marzo de 2004, cuando Paul Stanley y Gene Simmons optaron por no renovar su contrato y fue reemplazado una vez más por Eric Singer.

### 2004
Desde 2004, Criss ha guardado sus apariciones públicas a un mínimo. Criss reside ahora en el Municipio de Township, Nueva Jersey.
El 24 de julio de 2007, salió a la venta su álbum de baladas "One for All".
En diciembre de 2008 le fue diagnosticado un cáncer de mama, enfermedad muy rara en hombres, y se sometió a una tumorectomía en febrero del 2009 de la que salió satisfactoriamente. A día de hoy Peter mantiene una perfecta salud mental y la tranquilidad de haber obtenido la gloria en una etapa que se avecinaba oscura para su vida.

## Vida personal

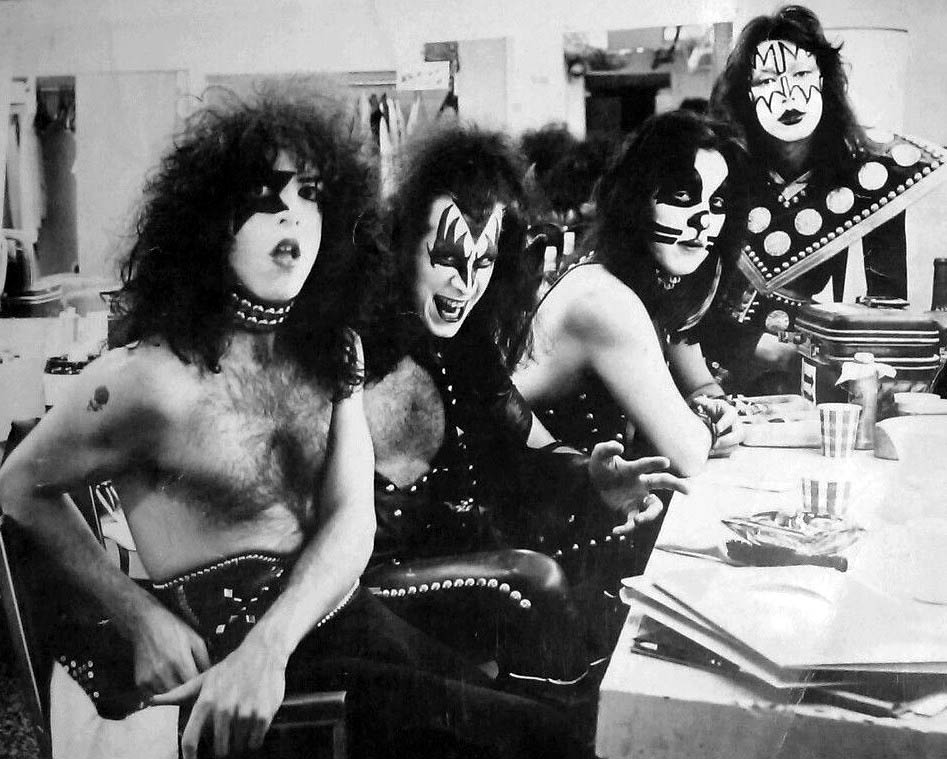
Banda de Rock Kiss.

Peter Criss contrajo matrimonio con Lydia Di Leonardo en 1970 y estuvieron legalmente juntos hasta 1979. 
Posteriormente, contrajo matrimonio en 1979 con la ex Playmate y modelo de la marca de bronceadores Coppertone, Debra Jensen, con quien tuvo a Jenilee, única hija de la pareja, nacida el 7 de abril de 1981. La pareja se separó en 1994.
Criss volvió a contraer matrimonio en mayo de 1998 con su tercera esposa Gigi, dejando un noviazgo de 4 años con una canadiense que había despertado el comentario de sus fanes por tratarse de una incipiente adolescente. Gigi y Peter Criss se casaron en California en una ceremonia a la que no fueron invitados sus antiguos compañeros de Kiss y a la fecha continúan felizmente casados.

## Equipo
| 1973-1974 Hotter Than Hell Tour Batería Slingerland de 7 piezas 4 Platillos Zildjian Cowbell LP Baquetas Capella Signature 1975 Dressed To Kill/ Alive Tour Batería Pearl de 8 piezas 6 Platillos Zildjian Cowbell LP Baquetas Capella Signature 1976 Destroyer/ Rock´n Roll Over Tour Batería Pearl de 13 piezas 10 Platillos Zildjian Cowbell LP Baquetas Pro-Mark Signature 1977 Love Gun/ Alive II Tour Batería Pearl de 16 piezas 10 Platillos Zildjian Gong de 60´Zildjian Cowbell LP Baquetas Pro-Mark Signature 1978 Love Gun/ Alive II Tour Batería Pearl de 12 piezas 10 Platillos Zildjian Gong de 60´Zildjian Cowbell LP Baquetas Pro-Mark Signature 1979 Dinasty Tour Batería Pearl de 12 Piezas 10 platillos Zildjian Gong de 60´Zildjian Cowbell LP Baquetas Pro-Mark Signature 1980-1995 Solo Tour/Criss Cat #1 Tour Batería DW Drums de 10 Piezas 10 Platillos Zildjian Cowbell LP Baquetas Pro-Mark Signature Baquetas Ahead Signature | 1995 MTV Batería DW Drums de 6 Piezas 6 Platillos Zildjian Cowbell LP Baquetas Pro-Mark Signature 1996-1997 Alive Worldwide Reunion Tour/Lost Cities Batería Pearl de 12 Piezas 20 platillos Zildjian Cowbell Rock LP Baquetas Ahead Signature Guantes Ahead 1998-1999 Psycho Circus Tour Batería DW Drums de 14 Piezas 20 Platillos Zildjian Cowbell Rock LP Baquetas Ahead Signature Guantes Ahead 2000-2001 Farewell Tour Batería DW Drums de 14 Piezas 20 Platillos Zildjian Cowbell Rock LP Baquetas Ahead Signature Guantes Ahead 2003 Kiss & Aerosmith Tour/ Kiss Symphony Batería DW Drums de 14 Piezas 20 Platillos Zildjian Cowbell Rock LP Baquetas Ahead Signature Guantes Ahead |

Se sabe que los platillos que Peter utilizó entre 1973 y 1979 eran de marca Zildjian, porque el mismo lo ha comentado, en videos no aparece la marca ya que como no se llegó a ningún acuerdo tuvo que ser borrada. Durante ese tiempo Peter fue apoyado por Pearl Drums, que le fabricó baterías especiales, ya que por ese tiempo Pearl empezaba a vender. Durante 1980 en adelante Peter dejó de utilizar Pearl ya que menciona que las baterías empezaron a tener mal sonido y mala calidad en la madera con la que estaban hechas. En ese momento empezó a utilizar DW Drums hasta la fecha. En el Reunion Tour utilizó una batería Pearl ya que el grupo quería dar el sonido de los 70 y no pudo utilizar DW Drums como el quería. En el parche frontal del bombo no aparece el logo de la marca Pearl ya que desde 1984 Peter ha contado con el apoyo de DW Drums.

## Discografía
Chelsea
- Chelsea (1970)

Kiss
| - Kiss (1974) - Hotter Than Hell (1974) - Dressed to Kill (1975) - Alive! (1975) - Destroyer (1976) - Rock and Roll Over (1976) - Love Gun (1977) - Alive II (1977) | - Kiss: Peter Criss (1978) - Dynasty (solo toca en su tema Dirty Livin)(1979) - Unmasked (solo aparece en la tapa, poster y el video de Shandi, no toca ni un tema)(1980) - Kiss Unplugged (1996) - You Wanted the Best, You Got the Best!! (1996) - Psycho Circus (1998) - Kiss Symphony: Alive IV (2003) |

Solo
- Out of Control (1980)
- Let Me Rock You (1982)
- One for All (2007)

Criss
- Cat #1 (1994)